# Шнек

Шнек

Шнек (від нім. Schnecke — «равлик») — елемент машини у вигляді вала з гвинтоподібними виступами на його боковій поверхні. Шнек знайшов широке застосування як робочий орган технологічних і транспортних машин різного призначення.

## Геометрія шнеків

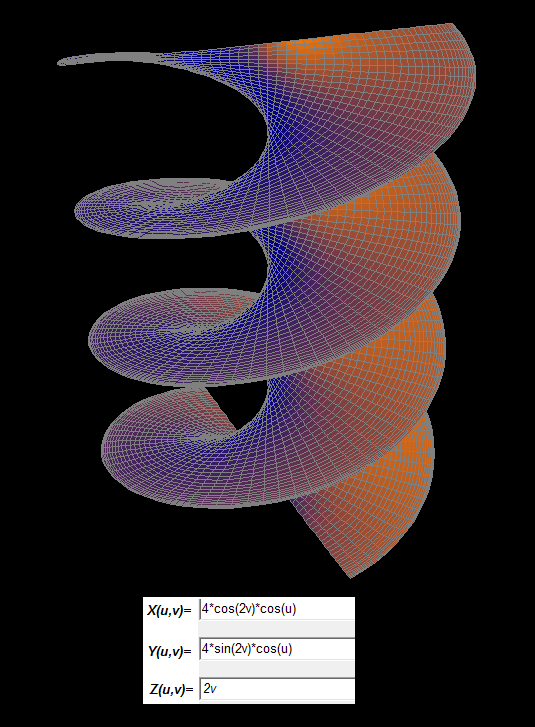
Прямий гелікоїд

Робоча поверхня шнеків є гвинтовою поверхнею, тобто поверхнею, що описується будь-якою лінією (твірною) при її гвинтовому русі. Під гвинтовим рухом мається на увазі обертання твірної з постійною кутовою швидкістю навколо нерухомої осі з одночасним поступальним рухом зі сталою швидкістю уздовж цієї осі.
Найпростішою і достатньо поширеною є форма гвинтової поверхні, що описується прямою, ця поверхня носить назву «гелікоїд» або «гвинтовий коноїд» і належить до лінійчатих поверхонь. Гелікоїд може бути прямим, якщо його твірна утворює з віссю гвинтової лінії прямий кут і косим у інших випадках.
Із визначення випливає, що гвинтова поверхня може задаватись твірною і двома співвісними циліндричними гвинтовими лініями, що виконують роль напрямних. Частина гелікоїда, що знаходиться між двома співвісними гвинтовими лініями носить назву «кільцевий гелікоїд» або «кільцевий гвинтовий коноїд». Саме такий профіль мають робочі поверхні шнеків найпоширеніших конструкцій.
До основних геометричних характеристик шнека, що підлягають розрахунку та вибору при проектуванні є: кут підйому гвинтової лінії, зовнішній діаметр та глибина каналу шнека, число заходів а також, довжина шнека. Залежно від призначення, умов експлуатації, властивостей матеріалу, що підлягає транспортуванню чи переробці згадані параметри шнека можуть бути перемінними по його довжині.

## Класифікація шнеків

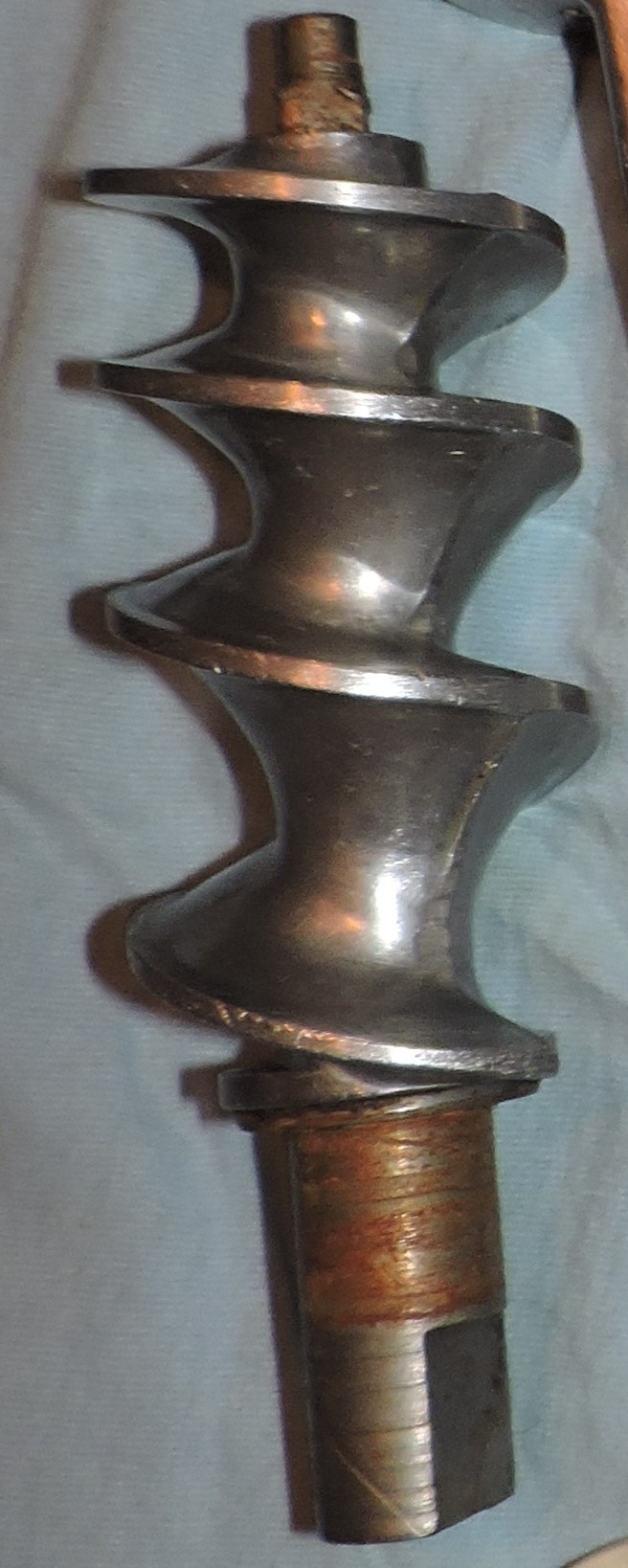
Шнек від м'ясорубки

Через конструктивну схожість шнеків шнекових машин різного призначення, класифікація шнеків за конструктивною ознакою не завжди є доцільною. Тому, шнеки і шнекові машини класифікують, переважно, за тими ж ознаками що і технологічні процеси (транспортування, екструзія, перемішування, сепарація тощо), які реалізуються на їх базі. 
За нахилом жолоба виділяють горизонтальні, пологонахильні, крутонахильні, вертикальні.
За напрямом спіралі.
За змінністю кроку та діаметру гвинта.
За конструктивним виконанням гвинта: суцільні, лопатеві, стрічкові, фасонні. Форма гвинта вибирається залежно від виду вантажу, що транспортується.

## Використання
Шнеки знайшли застосування у ролі основних робочих органів у транспортуючих машинах (шнековий конвеєр), гвинтових насосах та компресорах, дозаторах, екструдерах, змішувачах, класифікаторах і сепараторах , пресах, реакторах тощо)
У гірництві шнек — транспортний механізм з ґвинтовим робочим органом, що переміщує сипку масу або обводнений продукт при своєму обертанні навколо поздовжньої осі. Використовується для переміщення чи змішування сипких, рідких, тістоподібних і та інших матеріалів, наприклад, для подавання піску в піскозмішувачі, як буровий інструмент.
У вуглезбагаченні шнек як конструкційний елемент присутній у конвеєрах шнекових, живильниках, вивантажувачах, змішувачах.